# Elišky Krásnohorské
Ulice Elišky Krásnohorské na Starém Městě v Praze spojuje Širokou ulici a náměstí Curieových. Nazvána je podle české spisovatelky Elišky Krásnohorské (1847–1926). V letech 1919–1921 tu postavili Učitelské domy ve stylu kubismu podle návrhu architekta Otakara Novotného. Jižní část tvoří převážně činžovní domy ve stylu geometrické secese.

## Historie a názvy
Ulice vznikla ve 13. století na okraji židovské čtvrti a měla víc názvů:
- 15. století – okolí ulice se nazývalo "Podžidí"
- v dalších stoletích – jižní část má název "Zeikerlova", severní "Zigeunerova"
- 19. století – název "Cikánská" (překlad ze "Zigeunerova")
- od roku 1910 – "Elišky Krásnohorské".

## Budovy, firmy a instituce
- restaurace La Veranda – Elišky Krásnohorské 2[2]
- Glassimo (luxusní výrobky z českého skla) – Elišky Krásnohorské 3[3]
- mezinárodní jesle Modré nebe – Elišky Krásnohorské 6[4]
- oční optika Optique – Elišky Krásnohorské 7[5]
- autopůjčovna Europcar – Elišky Krásnohorské 9[6]
- Učitelské domy – Elišky Krásnohorské 14[7]